# Шор, Ольга Александровна
О́льга Алекса́ндровна Шор (псевдоним: О́льга Деша́рт (Olga Deschartes); 1894—1978) — искусствовед и историк литературы. Наиболее известна как спутница жизни поэта, писателя и философа Вячеслава Ивановича Иванова в годы его итальянской эмиграции.
Ольга Шор происходила из известной московской семьи музыкантов и интеллектуалов, получила философское образование в России и Германии. После революции 1917 года работала в Наркомпросе и ГАХНе, с Вячеславом Ивановым познакомилась в 1924 году, накануне отъезда поэта в Италию. В течение трёх лет О. А. Шор была его официальным представителем в СССР, ответственной за сохранение авторских прав, публикации и пересылку стипендии ЦЕКУБУ в Италию, так как В. И. Иванов считался находившимся в зарубежной командировке. В 1927 году переехала к Ивановым в Италию, работала гидом в Риме и канцелярской служащей в Павии, в 1928—1932 годах трудилась над предисловием к итальянскому изданию «Переписки из двух углов» В. И. Иванова и М. О. Гершензона, после 1934 года всецело посвятила себя поддержанию быта и работоспособности Иванова. После его кончины в 1949 году написала продолжение философской поэмы «Повесть о Светомире царевиче», называя это исполнением завещания поэта, начала издание собрания сочинений В. Иванова, для которого создала биографию-предисловие (1971). Скончалась и похоронена в Риме, так и не приняв итальянского гражданства. Собственные работы О. Шор по итальянскому Возрождению и религиозной философии большей частью остались в рукописи, труд о Микеланджело публиковался в 2011 и 2017 годах целиком и во фрагментах; в 2023 году увидели свет рукописные материалы по собственной философской системе О. Шор «Мнемология». Архив Ольги Александровны хранится в Исследовательском центре Вячеслава Иванова в Риме и по состоянию на 2023 год находился в стадии разборки.

## Биография

### Годы становления
Ольга Шор происходила из известной московской артистической семьи, являлась двоюродной сестрой мыслителя-сиониста Е. Д. Шора и племянницей пианиста Д. С. Шора. Её отец Александр Соломонович Шор (1864—1939) владел фабрикой роялей, в советское время работал настройщиком. Мать Роза Моисеевна состояла в Обществе свободной эстетики, сестра Вера — скрипачка, брат Юрий (1896—1960) — виолончелист. Сама Ольга с золотой медалью окончила Московскую женскую гимназию княгини С. Н. Голицыной. В гимназические годы Ольга Шор, по её выражению, «контрабандой» (так как это воспрещалось правилами учебных заведений Российской империи) присутствовала на лекциях Вячеслава Иванова, выступавшего в Обществе свободной эстетики. В доме Шоров бывал Лев Толстой, общение родителей с которым Ольга запомнила, несмотря на малый возраст. Крещена в церкви Вознесения Господня на Большой Никитской улице; это было сознательным выбором Ольги Александровны. С 1911 года училась на философском факультете Высших женских курсов, где преподавал Г. Шпет, в летний семестр 1912 года прослушала цикл лекций Риккерта во Фрайбургском университете, вошла в круг русских неокантианцев (С. Гессен, Ф. Степун). Завершив высшее образование, в 1916 году защитила дипломную работу о гносеологии Фихте. В 1918—1922 годах работала лектором Народного университета при Наркомпросе, в 1923—1926 годах — в ГАХНе (по некоторым сведениям, сотрудничала с ГАХНом с 1921 года и даже принимала участие в его основании). По сообщению Лидии Ивановой, в годы Первой мировой войны Ольга Шор была знакома с приехавшими в Россию индийцами, за одного из которых даже собиралась выйти замуж, выхаживала от тифа Сухраварди, дружбу с которым поддерживала многие годы. В воспоминаниях Ф. Степуна упоминалась «академия», собираемая в первые послереволюционные годы на дому у Бердяева, на заседаниях которой неизменно присутствовала «умная, многосторонне образованная и очень талантливая» Ольга Александровна Шор. Степун именно от неё узнал о выходе в свет труда Шпенглера «Закат Европы».

### Годы с Вячеславом Ивановым
Знакомство с В. И. Ивановым произошло в Москве в доме М. Гершензона в 1924 году, когда поэт переехал в столицу из Баку, готовясь к отъезду в Италию. До 1927 года по поручению Иванова Ольга Александровна занималась изданием его книг в СССР, защитой авторских прав, представляла интересы Вячеслава Ивановича в ЦЕКУБУ и Наркомпросе (поэт считался находившимся в зарубежной командировке). В период 1924—1926 годов О. Шор регулярно отчитывалась Вячеславу Ивановичу из Москвы в Рим. В 1927 году О. А. Шор покинула Москву и отправилась в Италию через Дрезден, в этом городе она на несколько недель остановилась у Ф. Степуна. Судя по письму Ф. Степуна от 8 января 1934 года, их с О. Шор переписка оборвалась на несколько предыдущих лет. Опубликованная в 2012 году переписка свидетельствует, что относительно безболезненному переезду в Италию и получению (и постоянному продлению) вида на жительство Ольга Шор была обязана Ольге Ресневич-Сеньорелли (1883—1973) — латышской подданной, видной деятельнице русской эмиграции. Сеньорелли познакомилась с Вячеславом Ивановым осенью 1924 года, испытывала перед ним большой пиетет и всячески помогала адаптироваться в интеллектуальных кругах Рима.
В Риме Ольга Александровна Шор близко сошлась со всем семейством Ивановых, в котором прожила до самой своей кончины. Занималась творчеством Микеланджело и Леона Баттиста Альберти, работала над трактатом «Мнемология», оставшимся неоконченным и при жизни неопубликованным. В феврале 1929 года О. Шор попыталась попасть в Сорренто на приём к Горькому, желая похлопотать о пенсии от советского правительства и возможности публикаций Вячеславу Ивановичу. Она ехала в компании полярника Самойловича, лётчика Чухновского и врача ледокола «Красин» Средневского. В 1931—1934 годах О. Шор служила секретарём павийского Высшего института финансов (Иванов в это же время работал в «Колледжо Борромео» — элитном учебном заведении в том же городе). В 1934 году О. Шор приняла деятельное участие в издании специального выпуска миланского журнала «Il Convegno», целиком посвящённого В. И. Иванову. В этом номере вышла обширная статья Ф. Степуна, в русском переводе опубликованная двумя годами позднее в парижских «Современных записках» и затем включённая в его книгу мемуаров «Встречи». Продолжалась и дружба с О. Сеньорелли, ведущаяся на равных (напротив, Ольга Сеньорелли поддерживала с Вячеславом Ивановым почтительную дистанцию, хотя его самого с течением времени раздражала всё больше и больше). Двух женщин сближал интерес к медицине, искусству и антропософским практикам: несмотря на своё православие, Ольга Александровна проводила сеансы медитации. В начале 1930-х годов Сеньорелли работала над книгой об актрисе Элеоноре Дузе, для которой Ольга Шор искала нужную литературу на разных языках, консультировала по разным художественным и научным новинкам. Именно Ольга Александровна познакомила свою тёзку с издателем Гербертом Штейнером и пыталась пристроить книгу в журнале «Corona».
Лидия Иванова постоянно подчёркивала в воспоминаниях кочевой быт и неустроенность всего ивановского окружения вплоть до середины 1930-х годов. Из-за скандала с высылкой итальянских подданных из СССР в 1932 году, усилилось давление муссолиниевских властей на эмигрантов, ещё сохранявших советское гражданство. Это стало важной причиной перехода семьи Ивановых в итальянское подданство. Наконец, оказавшись без постоянной работы, Иванов решился снять квартиру и жить семейно, домом. Лидии Вячеславовне и Ольге Шор удалось приискать скромную квартиру на улице Монте-Тарпео на самой вершине Капитолийского холма. В шутку это стало именоваться «Тарпейской скалой». Дом принадлежал престарелым маркизам Гульельми; оказалось, что некогда в доме жила Элеонора Дузе, оставшаяся от которой мебель досталась Ивановым. С марта 1934 года Вячеслав Иванов обрёл отдельное жильё. Именно сюда с визитом в августе 1937 года приехали Дмитрий Мережковский и Зинаида Гиппиус, последняя описала обиталище поэта в журнале «Иллюстрированная Россия» (1 января 1938 года) и без ведома автора опубликовала стихотворение «Журчливый садик, и за ним // Твои нагие мощи, Рим!». В материальном обеспечении Ивановых огромную роль играла О. Сеньорелли, которая помогала Лидии Ивановой устроиться в консерваторию к Респиги, добилась для неё награды, лечила всех членов семьи, и так далее. Вячеслав Иванович стал крёстным отцом её внучки. По-видимому, Ольга Сеньорелли неоднократно снабжала О. Шор деньгами, а по случаю доклада Иванова в Сан-Ремо в марте 1933 года даже одолжила платье для торжественного банкета.
Дом держался почти исключительно на Ольге Александровне Шор, которая, вдобавок, сопровождала Иванова до места его работы в Руссикуме и обратно; Лидия Иванова готовила, а уборку дома осуществляла приходящая служанка Катерина. Ольга Шор так и не приняла итальянского гражданства, хотя это создавало множество затруднений. О семейных обыкновениях Ивановых можно судить по мемуарам Л. В. и Д. В. Ивановых, а также переписке В. И. Иванова с О. А. Шор. В жизни их всех было сильно артистическое, игровое начало, вплоть до того, что использовался особый язык. Характерны и домашние прозвища: Ольга Шор сразу стала Фламинго (у неё была привычка, задумавшись, подолгу стоять на одной ноге), причём это слово склонялось:

…почему «Фламингу», «Фламинги»? Как‑то раз Дима в присутствии Фаддея Францевича Зелинского сообщил:

— Я только что разговаривал с Фламингой.

Фаддей Францевич выпрямился и назидательно заявил:

— Это сказано неправильно. Фламинго — слово иностранное, а иностранные слова не склоняются.

— Ах, да? А папа всегда его склоняет.

— Если Вячеслав Иванов склоняет слово «фламинго», — торжественно заявил Зелинский, — значит оно должно склоняться.
С тех пор у нас в семье слово «Фламинго» стало склоняться легально.
Глава семьи в прозвищах выступал как священный кот Египта, жрец и посвящённый — профессор фон Пуф, Лидия Иванова — Ликот (ЛИдия КОшка, — в мужском роде). «Кошачьи» прозвища охотно использовал и присваивал Иванову Рудольф Штейнер во время их общения. Ольге Шор придумали ещё один псевдоним — «Дешарт». Происхождение его Л. Иванова описывала следующим образом: когда Ольга Александровна подготовила предисловие к итальянскому изданию «Переписки из двух углов», она не могла подписать его своей настоящей фамилией — родственники её оставались в СССР. Поэтому обратились к её давнему увлечению Древним Египтом и семейному прозвищу; слово «фламинго» на египетском языке обозначалось четырьмя согласными «ДШРТ». В форме Deschartes псевдоним использовался О. Шор всю жизнь. Псевдоним «Дешарт» отсылал и к Декарту, поэтому Ольгу Александровну в семействе именовали также «отец Картезий» или «О. де Картузова». «Фламинго» как имя О. Шор восприняли и итальянцы в переписке с ней, хотя по-итальянски это слово звучало fenicottero.

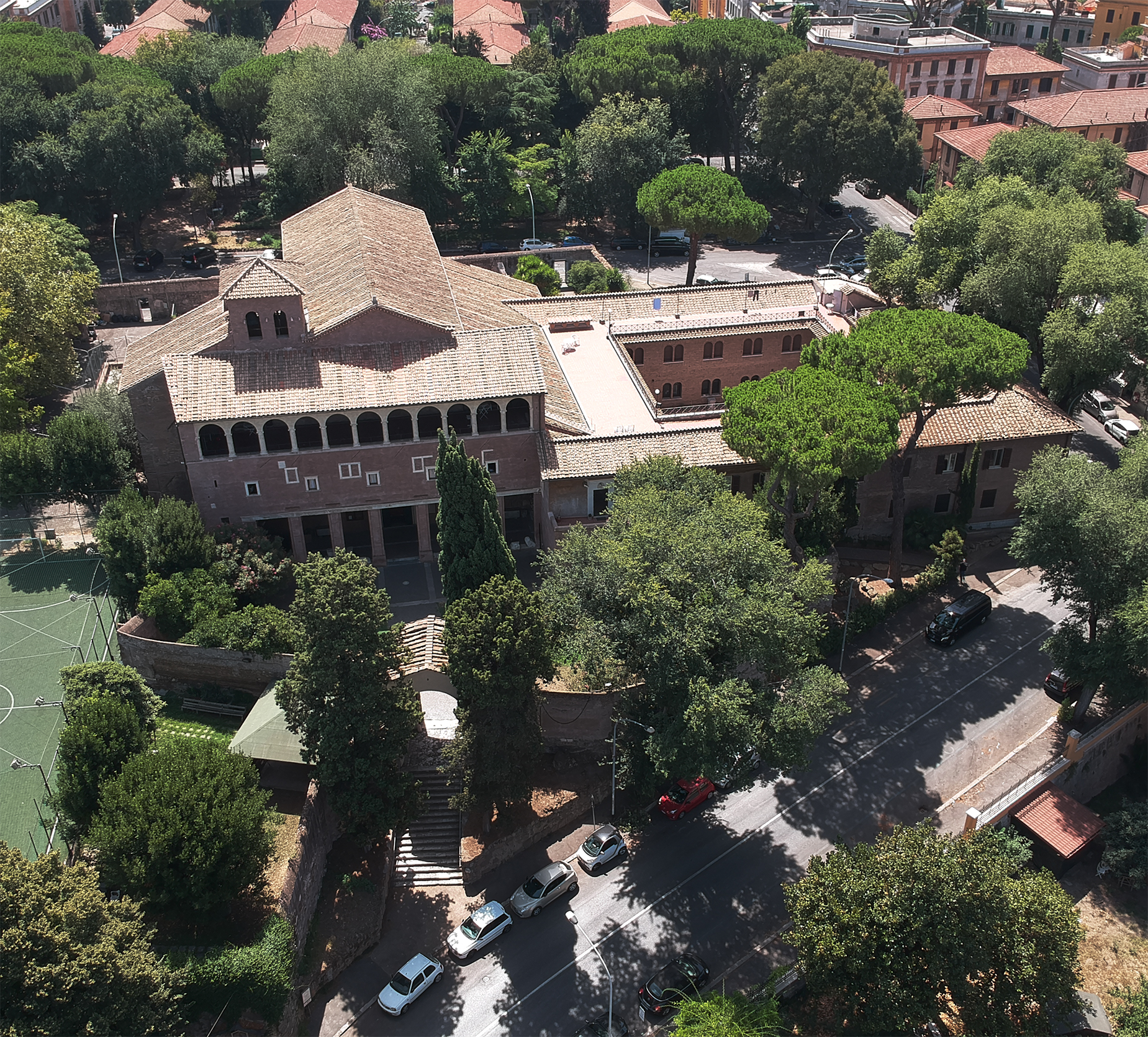
Церковь Сан-Саба и окружающий её район с высоты птичьего полёта

После начала Второй мировой войны улица Монте-Тарпео пошла под снос в рамках муссолиниевского плана перестройки Рима и придания Капитолию ренессансного облика. Для переселения было дано три месяца, и в январе 1940 года удалось найти квартиру на Авентине, на виа Леон Баттиста Альберти, дом 5 (позднее 25). Найти её помогла Татьяна Львовна Сухотина-Толстая, жившая неподалёку. Обстановка осталась от Монте-Тарпео, маркизы Гульельми её подарили — им также предстоял переезд. Иванов стал прихожанином церкви Сан-Саба, одной из старейших в Риме; рядом располагались Термы Каракаллы, а из окон его кабинета открывался вид на купол собора Св. Петра. Формально он числился в приходе Св. Антония на Эсквилине при Руссикуме, но из-за прогрессирующего флебита уже не мог туда ходить и отстаивать полную службу по восточному обряду. Лидия Иванова устроилась в Сан-Саба органисткой. Жизнь во время войны была тяжела: особенно сложно было добывать продукты у спекулянтов — заядлый курильщик Иванов нуждался в табаке, а также в мясной пище (по вопросу мясоедения он неоднократно спорил с Сухотиной-Толстой — дочерью графа-вегетарианца). Дошло до того, что в дни занятия немецкими войсками Рима Дмитрий, сумевший добраться из Франции, Лидия и служанка Елена (жившая у Ивановых на кухне) попытались ограбить эшелон с продовольствием, стоявший на запасных путях в Остии. Им удалось под обстрелом вынести два мешка муки, мешок риса и ящик мясных консервов. После 1945 года Иванов сохранял высочайшую степень интеллектуальной и художественной активности, хотя всё реже покидал дом. По воспоминаниям Л. Ивановой, Ольге Шор «хотелось не расточать драгоценные часы, когда Вячеслав мог работать».

### После кончины Вячеслава Иванова
После кончины Вячеслава Иванова в 1949 году Ольга Шор продолжала работать над собиранием и пропагандой его наследия. Между 1954—1957 годами напечатала по-английски и по-французски в «Oxford Slavonic Papers» библиографию основных сочинений Иванова, биографический очерк и комментарии к избранным стихотворениям последних лет. В 1962 году опубликовала на русском языке в оксфордском издательстве «Clarendon Press» последнюю поэтическую книгу поэта «Свет вечерний». В шестидесятые годы Ольга Дешарт сотрудничала с Романом Гулем и нью-йоркским «Новым журналом», но проект шеститомного собрания сочинений В. И. Иванова удалось начать в Брюсселе в 1969 году, О. Шор определила план издания и его состав. Несмотря на тяжёлую болезнь, Ольга Александровна до последних дней оставалась активна, живо интересуясь событиями в мире; её сильно потрясло похищение и убийство премьер-министра Альдо Моро. После кончины погребена на кладбище Тестаччо близ графини Толстой, далее Д. В. Иванов перенёс её прах в общую могилу семьи Ивановых — Зиновьевых.
Большой некролог посвятил О. Шор сын Вячеслава Иванова — Дмитрий; напечатанный в нью-йоркском «Новом журнале» текст далее в переработанном виде оказался включён в третий том брюссельского собрания сочинений Иванова (и последний, который редактировала Ольга Александровна; всего вышло четыре тома). Дмитрий Вячеславович подчёркивал «духовное созвучие» Вячеслава и Ольги, для которых искусство и философия равно являлись необходимыми ступенями к познанию. Протоиерей К. Фотиев в своём некрологе называл 227-страничное «Введение» к ивановскому собранию сочинений «лучшим и наиболее полным трудом из всего, написанного о Вячеславе Иванове, …глубоким исследованием русской духовной культуры конца прошлого и первой половины нашего века». По словам редактора-издателя переписки О. Шор, В. Иванова и О. Сеньорелли Ксении Кумпан, долгие годы основным источником по жизни и творчеству Ольги Александровны оставались воспоминания детей Вячеслава Иванова, в которых образ её «странно двоится»: «любовно снижен» в мемуарах Лидии и «любовно приподнят» Дмитрием. Судя по вновь открытым данным, сложившийся образ нуждается в дешифровке, учитывая, что совместными усилиями всех Ивановых был создан домашний миф о «бестолковой и глупой и в то же время „учёной“ птице „Фламинго“», тиражируемый, в том числе и в переписке.

## Интеллектуальное сотворчество Ольги Шор и Вячеслава Иванова

### «Переписка из двух углов»
Много лет у Ольги Шор заняла работа по написанию предисловия к итальянскому изданию философского трактата Вячеслава Иванова и М. Гершензона «Переписка из двух углов», созданного в Москве в начале 1920-х годов. В мемуарах Лидии Ивановой история этой публикации представлена в шутливой форме. Устная договорённость между Ивановым и О. Ресневич-Сеньорелли о переводе была достигнута, по-видимому, около 1928 года. Причина начала этой работы была очевидна: в 1926 году вышел немецкий перевод трактата, который вызвал в европейском философском сообществе определённый резонанс. У О. Сеньорелли уже имелся опыт перевода русского религиозного философа: именно она создала итальянский вариант статьи Н. А. Бердяева «Душа России», сделавшей его известным в Италии. Ольга Шор, которая была давно знакома с Гершензоном, всячески поддерживала подругу и покровительницу. В письме Ресневич-Сеньорелли, обращённом Ольге Шор (от 17 августа 1928 года), выражалась надежда, что книга выйдет в конце сентября; в действительности это произошло лишь в 1932 году. Изначальный план сорвался из-за индифферентности Иванова, который весьма затянул вычитку корректуры. В феврале 1929 года О. Сеньорелли настоятельно просила Вячеслава Ивановича завершить «просмотр» перевода, рассчитывая заключить договор с издательством Carabba, «чтобы книжка вышла не позже мая» того же 1929 года. Однако контракт так и не был заключён, ибо Иванов под предлогом занятности преподаванием, прислал рукопись лишь 3 марта. В переписке с Ольгой Шор поэт выражал недовольство, утверждая, что эти хлопоты его «отвлекают». Сама Ольга Александровна была уверена в качестве перевода, «совершенного в своём роде и на своём месте».
В письме от 31 августа 1928 года О. Сеньорелли предложила Ольге Шор «приготовить краткое введение, хоть в нескольких словах». Судя по последующей переписке, Ольга Александровна далеко не сразу решилась принять предложение. 17 февраля 1929 года она просила Вячеслава Иванова сообщить о себе самом и М. Гершензоне, «что Вы считаете нужным и возможным рассказывать итальянской публике». Собственную неспособность рассказать о взглядах давно знакомого с нею Михаила Осиповича она называла «дикостью». Иванов не отозвался, и тогда Ольга Шор взялась лично реконструировать их с Гершензоном мировоззрение и творческую биографию. В последующей переписке предисловие именуется «артикулус», «артикулетто», «артикюлетто» или «articuletto». Отследить момент, когда краткая биографическая заметка превратилась в фундаментальное исследование, по-видимому, невозможно. Судя по сохранившимся фрагментам, ранний вариант сильно отличался от опубликованного: например, Ольга Шор много писала о роли Л. Д. Зиновьевой-Аннибал в становлении поэта. Вячеслав Иванович охарактеризовал написанное как «широко задуманную и философски конструктивную работу», но, сомневаясь в способности Сеньорелли адекватно перевести её, стал править и сокращать текст, за что и получил благодарность в письме 6 мая 1929 года. Сеньорелли действительно заявила, что «артикулос труднее» переписки Гершензона и Иванова, «более эзотеричен», построен на почти непереводимом цитатном материале из ранних статей Иванова. По словам исследовательницы Ксении Кумпан, «Иванов не доверял не только переводчице, но, как кажется, и толкователю его творчества», и в письме 8 мая прямо сожалел, что Ольга Александровна взялась за труд, с которым не справится. Эта же мысль повторена в письме 29 июня: «в этой затянувшейся и осложнившейся работе Вы всё равно ‘по независящим от Вас обстоятельствам’ не скажете самого главного…». Работа прервалась в июле 1929 года, когда Ольга Шор уехала в Париж ухаживать за больной кузиной, впрочем, рукопись она забрала с собой, и 1 августа из столицы Франции сообщала, что «артикулос стал неузнаваем». Хотя тут же она самокритично заявила, что пока текст «раздражающе беспомощен и бесцветен». В этом варианте был поставлен вопрос о движении Иванова-философа от дионисийства к Христу и церкви. В ответном письме 12 августа Вячеслав Иванович даже загорелся идеей самолично перевести статью Ольги Шор на итальянский язык.
В сентябрьской переписке с О. Сеньорелли Шор жаловалась, что Иванов «ужасно трудный и неуловимый», из-за чего окончание его жизнеописания затянулось до ноября. Сам Иванов язвительно сравнивал себя с «бездонным сосудом», а Ольгу с «одной из Данаид». Лишь 3 декабря он получил четыре главки, посвящённые себе. 11 февраля 1930 года в их переписке зафиксировано, что О. А. Шор решила полностью переделать весь план издания. О. Сеньорелли настаивала, что предисловие не может превышать 30 страниц, чтобы соблюсти пропорцию между вступлением и основным текстом. Ольга Александровна в ответ предложила от имени Иванова добавить в книгу статью «Кручи» и ещё «Солнце над мглою» Гершензона. Тогда можно было написать десятистраничное предисловие, а в виде приложения мелким шрифтом — большую статью Шор «о думах и судьбах обоих авторов». Итальянское издательство не соглашалось с этим планом и торопило переводчицу и автора предисловия, чтобы успеть выпустить религиозно-философский трактат до Пасхи (20 апреля). Ольге Шор пришлось соглашаться написать новый, облегчённый, текст («для разъяснения „Писем…“»), но до Пасхи он так и не был подготовлен. Сеньорелли уехала к дочери в Латвию, а в мае Иванов призывал Шор «хорошо работать». Завершающие страницы своего эссе Ольга Шор в августе писала уже прямо по-итальянски. Лишь 23 августа Иванов прислал черновик со своей правкой; после срочного перебеливания рукопись отправилась О. Сеньорелли 27-го августа 1930 года. Судя по переписке Ольги Шор и Вячеслава Иванова, «артикулетто», особенно часть, посвящённую собственным взглядам, он не одобрил, назвав «невнятной»; на последнем этапе он исключил последний фрагмент, где сопоставлялись две философские системы корреспондентов «из двух углов». Иванов переписал фрагмент о времени и пространстве, который опознаётся в опубликованном варианте по усложнённой стилистике и «цитатному языку».
В опубликованном варианте введение Ольги Шор (под псевдонимом «O. Deschartes») включало 63 страницы небольшого формата, разделённые на «Introduzione» об истории появления самой переписки и две равные по объёму главы об Иванове и Гершензоне. Главы построены одинаково, начинаясь изложениями мировоззрения и «духовного пути», и завершаясь биографическим параграфом. В издательство Карабба рукопись была передана 7 сентября 1930 года, но в ноябре печатание было перенесено на февраль 1931 года. За это время вышел в свет французский перевод, текст «Переписки…» для которого был существенно отредактирован Вячеславом Ивановым, написавшим послесловие с описанием эволюции своей духовной жизни. Книга не вышла и к зиме 1931 года, и новая корректура с учётом французской редакции отправилась в издательство 8 сентября. Владелец издательства Джузеппе Карабба был в буквальном смысле в бешенстве, ибо под видом корректуры ему прислали новый текст, и потребовал оплатить новый типографский набор. Из-за этого в ноябре и декабре потребовались две новые корректуры. В 1932 году последовали новые задержки, и лишь 25 июня тираж «Переписки из двух углов» на итальянском языке был отпечатан.
Биографические очерки Ольги Шор о Вячеславе Иванове и М. Гершензоне явились первыми публикациями об этих мыслителях на итальянском языке. Написанная ею так называемая «Краткая биография» (Cenni biografici) Иванова вышла в специальном номере журнала «Il Convegno. Rivista di letteratura e di arte» (1934, № 8-12, P. 384—408) и стала основой обширной биографии Вячеслава Ивановича, опубликованной как введение к его собранию сочинений в 1971 году. Сам Иванов в конце жизни признал, что его жизнь, миросозерцание и творчество «в своём развитии» показаны Ольгой Александровной «полно и проникновенно».

### «Повесть о Светомире царевиче»
По свидетельству О. Шор, в Риме в ночь с 27 на 28 сентября 1928 года Вячеслав Иванов приступил к написанию текста «Повести о Светомире царевиче». Первая песнь была окончена той же осенью, её первоначальный вариант включал и тексты, впоследствии перешедшие в следующую песнь; над второй частью (третьей песнью опубликованного варианта) поэт работал в Павии, окончив её 16 июня 1929 года. Первые главы песни третьей создавались в Павии примерно между 1930—1932 годами. После переезда в Рим, в 1934 году, В. И. Иванов продолжил работу над 11 — 17 главами третьей песни; периодически к ним возвращаясь до 1939 года. Большим стимулом для него стала работа в Папском восточном институте, для которой Иванов перечитывал священные тексты и углубился в церковнославянские штудии. Только в январе 1945 года третья песнь «Повести» была окончена. Из помет на автографах четвёртой песни становится ясно, что работа над нею велась с февраля по декабрь 1945 года. По свидетельствам О. Шор и дочери поэта Л. В. Ивановой, работу над своей «Повестью» Вячеслав Иванович в буквальном смысле продолжал до самой кончины.
25 августа 1930 года Ольга Александровна Шор отправила Вячеславу Ивановичу Иванову открытку, в которой сообщала, что Светомир её «преследует», и ей, наконец, мистически «открылась» история его жизни. Из ответного письма поэта 29 августа следует, что у Вячеслава Иванова на тот момент не было чёткого плана продолжения произведения. А. Л. Топорков обращал в этой связи внимание на две проблемы: во-первых, О. А. Шор полагала возможным сочинять сюжетные ходы «Повести» за Иванова; во-вторых, вполне возможно, что в продолжении и была воплощена её собственная версия «Отрочества Светомира». Сведения о продолжении сюжета весьма противоречивы. Так, в письме переводчику Б. фон Гейзерелу от того же 1930 года, В. Иванов сообщал о 9 книгах, однако, О. Шор в своих комментариях к изданию 1971 года писала о двенадцати. Расхождения могут объясняться тем, что творческие планы с течением времени могли существенно меняться. При этом «продолжение», написанное О. Шор, включало четыре книги, то есть в конечном итоге структура «Повести» вернулась к 9-частной, которая упомянута в письме фон Гейзерелу.
В Римском архиве В. И. Иванова сохранились отдельные заметки, наброски и планы, относящиеся к нереализованным песням. Один из сюжетных планов включает мотивы, использованные О. Шор в её шестой книге. С. К. Маковский после общения с О. Шор подробно пересказал и замыслы автора. Согласно ему, «Повесть» должна была состоять из двух больших частей примерно одинакового размера, из которых первая была готова примерно на три четверти. Маковскому не были известны рукописные проекты и проспекты В. Иванова, но он упоминал, что О. Шор записывала идеи поэта. Не было ни слова о завещании завершить «Повесть» или собственных планах О. Шор на этот счёт. В пересказе сюжета С. Маковским нет чётких указаний на пребывание Светомира при дворе Иоанна Пресвитера и в царстве мёртвых. Однако сюжеты о золотой стреле, хрустальном гробе и жизни в монастыре соответствуют сюжетам, использованным О. Шор. «Продолжение» Ольги Александровны завершается тем, что Царь-Девица пробуждает Светомира ото сна. Восстав из хрустального гроба, он обнаруживает в руках золотую стрелу и приказывает ей перенести себя в родную сторону. На Родине он встречает апостола Иоанна и Св. Егория, которые благословили его и даровали белого коня. Это отличается от версии С. К. Маковского, в которой Царь-Девица и есть преображённый Светомир после воскрешения — правитель обновлённой Земли.
Ольге Александровне были присущи мистические настроения: в письме 25 января 1929 года описывалось посетившее её видение Л. Д. Зиновьевой-Аннибал, чувство «ощущительной связи с Ушедшей», но при этом О. Шор «мучительно не могла вспомнить, что она говорила». Юрий Иваск пересказывал одно из воспоминаний Ольги Шор времён бердяевской «Академии»: во время яростного спора И. А. Ильина с П. А. Флоренским, когда отец Павел «смиренно слушал», изо рта его «вылетел небольшой розовый шар и вошёл в Ильина: заградил ему уста. Но безболезненно!» Работая над «Светомиром», О. Шор утверждала, что исполняла предсмертную волю В. Иванова. Более того, сами В. И. Иванов и О. А. Шор совершенно искренне полагали, что их духовная связь не оборвётся после физической смерти, и поэт мог «диктовать» с того света. О том же писал и сын поэта Д. В. Иванов; в письме О. Шор, обращённом к нему, описывается одно из таких видений, датированное 26 августа 1967 года. Впрочем, вполне возможно, что заповедь Иванова «спасти „Светомира“» соотносилась с тем, что Людвиг Тик сделал для романа Новалиса «Генрих фон Офтендинген», то есть опубликовать текст с изложением авторского замысла, чтобы спасти его для потомков. Материалы, о которых О. Шор писала в биографии — предисловии к брюссельскому собранию сочинений — до сих пор не найдены, однако по состоянию на 2023 год архив О. А. Шор, также хранящийся в Римском исследовательском центре В. Иванова, ещё находился в состоянии обработки.

## Эстетические и философские взгляды

### «Мнемология»
Несмотря на учёбу во Фрайбурге и вхождение в кружок неокантианцев, эта философия осталась О. Шор чуждой. По словам Д. Иванова, центральными фигурами во всей мировой культуре для неё всегда оставались Платон, блаженный Августин и Микеланджело. Ещё в молодости она начала разработку собственной системы мысли, которую именовала «мнемологией» — учение о памяти как основе бытия. Ольга Шор основывалась на тезисе Августина, утверждавшего память как благороднейшую из способностей человека. Согласно О. Шор, именно память удостоверяет бытие и утверждает тождественность души самой себе, обращая принцип тождества началом жизни. Память является не только способностью души и проявлением действия Духа Животворящего. В 2023 году незаконченная рукопись «Мнемологии» увидела свет. Оказалось, что трактат посвящён богословию памяти и выдержан в духе математизации богословия о. Павла Флоренского. В основе рассуждений О. Шор лежало мифологическое истолкование Вяч. Ивановым поведения героев Достоевского — догадки, что у сатаны две ипостаси: Люцифер и Ариман. Люцифер, противостоя Богу, рационален, он «бунтует ради чего-то», наделён целеполаганием. Ариман самодурствует без всякой цели, являя полное разложение нравственности и ума. Ольга Шор пошла намного далее, анализируя феноменологию события, ссылаясь на Риккерта и Гуссерля, доказывая несводимость события даже к самым совершенным формам бытия. Мировая история состоит из событий на небе и на земле, но причинно-следственные связи относятся только к земному бытию. Истинная реальность как бы разлагается в самой себе на эмпирическую реальность, и только низвержение, распад рождает из события бытие. Миф, явленный в метонимии и музыке, и ритуал, представленный метафорой и маской, возвращают человеческое сознание к синтетическим суждениям, превращаясь в синтетическое творчество, не тронутое распадом. Так переходит переход к проблематике памяти: Ариман призывает и учит забвению, и сразить его может лишь архангел Михаил с его открытостью и триумфальностью. Люцифер скрывает забвение, и ему противостоит и побеждает архангел Гавриил,
возвестивший скрытую и стыдливую память человечества в день Благовещения. Ольга Шор обращалась и к мифологии дописанной ею «Повести о Светомире-царевиче», изображая змееборчество как основной миф всей культуры. Мыслитель стремилась истолковать «синтетическое суждение» в современной ей логике как «эйдетическое», как созерцание идей-эйдосов, сближая Гуссерля и Платона в стремлении к возвращению к истинному
образу мысли и духовного созерцания.
По словам О. Фетисенко, на страницах своей «Мнемологии» О. Шор спорила со всеми авторитетами европейской науки, начиная от Аристотеля. Когда именно зародился замысел трактата, установить доподлинно невозможно, выдвигалась версия, что это был главный труд жизни Ольги Александровны, вынашиваемый ещё со времён обучения во Фрайбурге. В одной из рукописей на титульном листе стоит дата «28 февраля 1930 г.», которую следует понимать как начало оформления данного варианта. Труд, хотя и «декорированный» под научный трактат с разбивкой на параграфы и включением алгебраических формул, постоянно переходит в жанр интимного эссе, в котором вместо философской аргументации автор обращается к языку поэзии, цитируя широчайший круг авторов от Тютчева до Вяч. Иванова. Наиболее объёмная рукопись включает семь нумерованных глав (при этом между пятой и седьмой главами нет шестой). В 1933 году Ольга Александровна отказалась от этой версии, и начала работать над сжатой редакцией, которую забросила на второй главе, оставшейся в черновом виде с пометами для дальнейшей работы. В 1929—1930 годах, работая над комментарием и предисловием к итальянскому изданию «Переписки из двух углов» В. Иванова и М. Гершензона, О. Шор широко использовала концепции и терминологию своей «Мнемологии». В переписке с Вячеславом Ивановичем от 30 апреля 1929 года, Ольга Александровна настаивала на своём праве концептуального несогласия, ибо убеждения, это то, «что следует обсуждать, а не поправлять». Сам В. Иванов, в поэтических произведениях, обращённых О. Шор, называл её «со-вопросницей», задействуя термин мнемологии «апантема» («встреча», «совпадение»), образованный вопреки правилам греческого языка. Из-за творчества Иванова, конкретно, вышедшей ещё до революции мелопеи «Человек» у О. Шор в 1934 году вышло недоразумение с Ф. Степуном. Эта объёмная поэма частично была опубликована в 1916 году, но Степун не был знаком с её текстом; полное издание вышло только в 1939 году в Париже. Для работы над статьёй об Иванове для итальянского журнала философ получил от О. Шор полный текст, переписанный ею от руки. Фёдор Августович не понял, что дата «1928 год» относилась к рукописи, а не к самой поэме, и выстроил неверное представление о росте Иванова как поэта, считая «Человека» доказательством его «непрерывного поэтического восхождения».

### Философско-эстетические воззения: общие положения
Предварительный обзор философско-эстетической концепции О. А. Шор представил искусствовед И. Д. Чечот. В предисловии к публикации эссе о Микеланджело он отмечал, что методические установки, которых придерживалась Ольга Шор, были своеобразны: «она не искала повода для самовыражения, не создавала нового взгляда или трактовки». Её целью было отыскание «правильного» взгляда на жизнь и творения Микеланджело, однако «правильность» понималась как ситуация, зависимая от времени, места, языка и аудитории. Ольга Шор стремилась к высказыванию, подобающему сущности предмета, то есть воспринимала познание искусства как «акт служения самой этой сущности». И. Чечот видел в этой установке «своеобразный оттенок ритуальности и жертвоприношения». Познавательный идеал О. Шор заключался в созерцании и целостном (не разлагающем на составные части) переживании и сопереживании проблем творца. Средством познания-понимания художника она называла любовь, трактуя это понятие как «разделение с объектом созерцания его судьбы и проблем». В понимании О. Шор осознание не тождественно истолкованию, так как «толковать можно, ничего не созерцая». Любовь в неоплатоническом духе трактуется как «празднующее свой предмет созерцание-понимание» и одновременно как превознесение. Искусствовед выступает как «адорант» (от лат. adorer «обожать» и одновременно «вопрошать»). Любовь служит медиатором между «мудрым и неведующим», предлагая раскрыться навстречу вещам и событиям, дабы познать-понять их. Понимание трактуется как «рождение в красоте», включая сублимирование, очищение понимаемого от случайного.
Ольга Шор последовательно придерживалась классической трактовки искусства. Образцовыми художниками для неё являлись Пракситель, Рафаэль, Моцарт, Гёте, Пушкин. Их произведения (как и для Вячеслава Иванова) воплощали в восприятии О. Шор окказиональность, лёгкость и одновременно «вещную завершённость» искусства. В отличие от мысли, искусство лишено «вязкой континуальности», является внезапно, требует «духовной передышки в его обретающей и творящей деятельности». Соответственно, в искусстве она ценила прозрачность и ясность, даже некоторую бесстрастность. Творчество признаётся неизъяснимым, ибо воплощает «антиномию предельной свободы и предельного послушания». Послушание выражается в проблеме заказа, ибо заказ, плодотворный для художника, является «соучастием в творчестве»: примерами являются Перикл и Парфенон, Юстиниан и Айя-София, Август и «Энеида», Юлий II и Сикстинская капелла. В России «умным заказчиком» был Пушкин, подаривший Гоголю идею «Мёртвых душ». Даже самый «чадородный» заказ никогда не осуществляется по замыслу заказчика, который в идеале признаёт и даже требует от художника независимости и самоутверждения, ожидая на выходе «неожиданность и удивление». Микеланджело как главный объект исследования Ольги Александровны, был глубоко противоречивым художником, ибо пророчески относился к бытию и событиям. Бытие «говорит событиями», «увидеть бытие значит провидеть событие». Однако, по мысли О. Шор, художник событие пересказывает, тогда как пророк проецирует, то есть художник выступает охранителем, а пророк «преступателем». Согласно толкованию И. Чечота, это следует понимать так, что Микеланджело всегда связывал свои творения с проективным моментом, изображением будущего. Его «Сотворение Адама» или «Изгнание из рая» не воспринимаются «исторически», даже его «Страшный суд» «не есть ещё точка»: они выражают провидение и предчувствие, напряжение перед неведомой разрядкой.
В 1930-х годах для заработка О. Шор работала в Риме гидом. В воспоминаниях Б. Филиппова, её манера предполагала не только научную эрудицию, но и «художественную яркость»: «…никакой Вазари, никакие „Образы Италии“ талантливого Муратова, никакие анекдоты Бокаччо о художниках и мозаичистах Треченто не вводят так в саму душу Великого Рима, как вводили эти тихие рассказы Ольги Александровны Шор».

### Антимодернизм, титанизм и трагедия

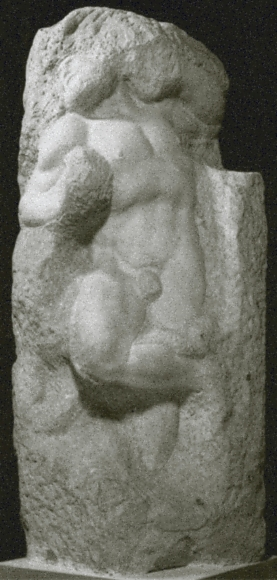
Микеланджело. «Пробуждающийся раб». Галерея Академии, Флоренция

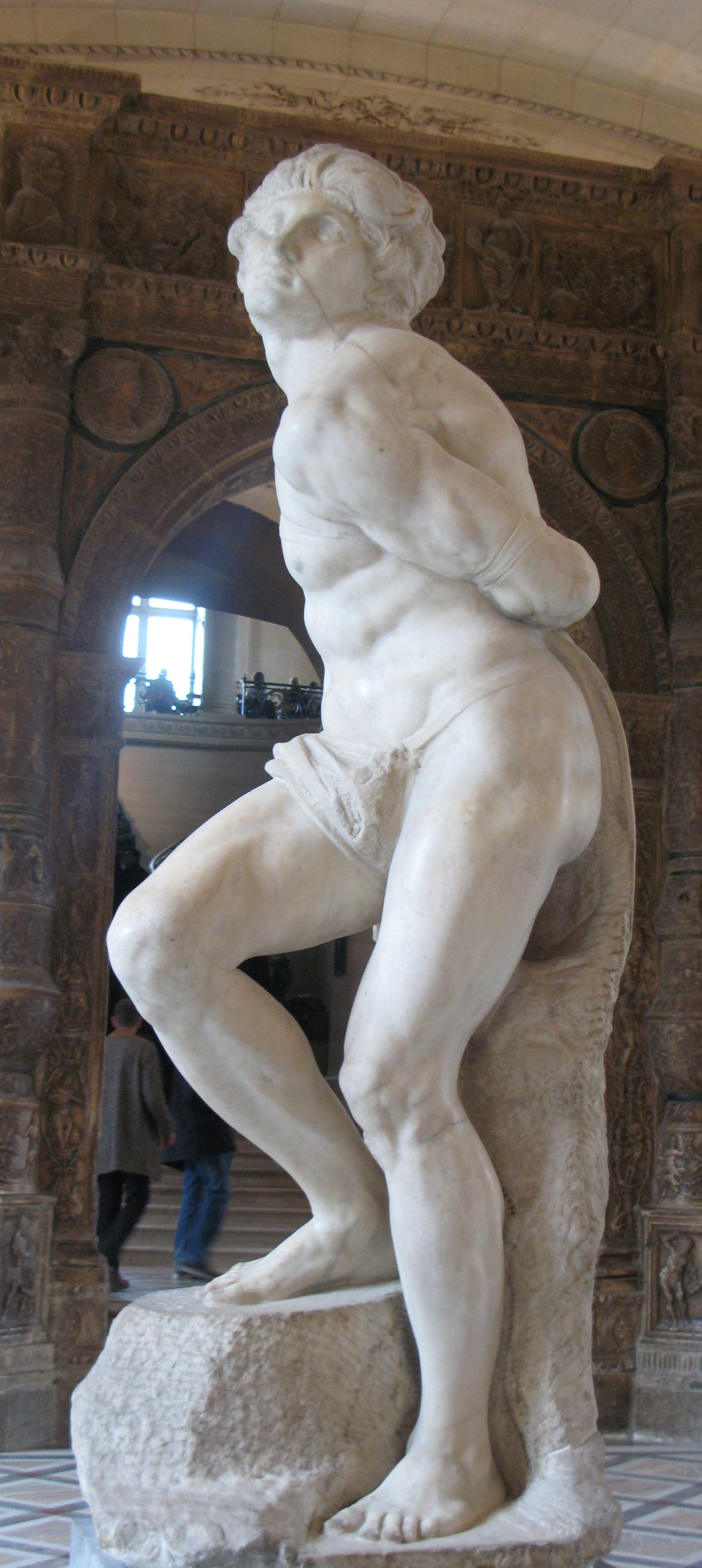
Микеланджело. «Восставший раб». Лувр

На примере эссе о Микеланджело, И. Д. Чечот реконструировал антимодернистскую эстетику и философию О. А. Шор. Предельно обобщая, искусствовед отмечал, что такие точки зрения, как у О. Шор, «не нужны», ибо в них «нет динамики, которую сегодня привыкли извлекать только из критики и деконструкции». «И Шор, и её Микеланджело устремлены в вечное и нерушимое, неподвижное». Антимодернизм Ольги Шор (как и у Вячеслава Иванова) проявлялся в отрицании общественной действенности искусства: оно не может стимулировать общественных подъёмов, а социальная эксплуатация искусства всегда приводит к недоразумениям. Ольга Шор рассматривала творчество Микеланджело как «миф неведомой судьбы и неутихающей тревоги», который не разъясняла, а лишь намекала на него. В то же время она прямо заявила, что и философия, и искусство «движется волею к банальному», каковое заявление И. Чечот называл «скандальным» в актуальном контексте XXI века. Микеланджело, по мысли О. Шор, находился на пороге творения «профетического мифа», понятного широким массам, принятого бы народом, однако был принят, причём по-разному, только лишь элитами.
По мысли И. Чечота, в 1910-х годах, когда происходило формирование О. Шор как мыслителя, в западной и российской эстетике актуальным являлся поиск индивидуального, и притом монументального, стиля. Создание подлинно монументального искусства приписывалось неидивидуалистическим культурным типам, например, древнеегипетскому или античному. Ольга Шор трактовала монументальность как признак одиночества духа, его автаркии, так как в монументальном дух строит себя по своему собственному внутреннему закону. Законченная автаркия трагична, ибо неизбежно ведёт к столкновению с Абсолютом. Рассматривая скульптуры Микеланджело, Ольга Шор постулировала графичность, линеарность формообразования, утверждая, что «в тенях открывается прорыв в потустороннее пространство», на фоне которых происходит явление объёмных форм. Говоря об одиночестве гения Микеланджело, О. Шор вводила понятие антиэротизма, имея в виду, что Эрос — это всегда личное, конкретное, исповедальное. Она утверждала, что Микеланджело непортретен, поэтому его тела лишены индивидуальности, скульптор «нелюбовен» в деталях. По мнению И. Чечота, в этих пассажах О. Шор прежде всего имела в виду, что Микеланджело не смешивал сферу совершенного с самовыражением. Более того, Микеланджело в её понимании, покоряя природу искусством (это была общая для художников Ренессанса задача), стремился «выявить предметную уединённость её» (уединённость — есть ослабление связи с целым и с источником). Ольга Шор не упоминала о неоплатонизме Микеланджело, утверждая, что он работал не с «энергейей», а с плоскостью, камнем, натурой. Вячеслав Иванов вычеркнул из рукописи пассаж о тоске природы, которая есть «взор и весть, но не выраженные до конца»; то есть Микеланджело «выманивает» весть на поверхность и «переводит-оглашает-интонирует её на языке тел, языком поз, жестов и мимики». Ольга Шор представляла Микеланджело как пророка, одержимого идеей художественности. Эта идея в духе платонизма и неоплатонизма оторвана от всего эмпирического и частного: живопись проецируется на идеальную плоскость, скульптура проецируется в идеальное пространство, живопись не заканчивается там, где протянуто полотно, скульптура не ограничена пространством, где кончается мрамор. Идеальное пространство трактуется как нематериальное, которое, однако, можно и нужно видеть, но нельзя трогать и измерять. Величие Микеланджело проявилось в способности проникнуть в глубину творения, «где взор его встречается со взором Творца»: монументальность его мраморов и огромных фресок — это попытка «вынести» Божью весть средствами, доступными человеческому восприятию.
Ольга Шор не могла игнорировать характерной особенности микеланджеловского творчества, а именно non-finito. Для неё это было выражение континуальности ноэтического акта: для Буонарроти творчество было идеомоторным движением, помыслить означало сделать, а непрерывность мышления ничто не в силах прекратить. Ольга Александровна пришла к выводу о постоянном присутствии мысли, которая не нуждается в адаптации или «более полном проявлении». Поэтому Микеланджело не хотел кончать своих произведений, не желая разъединять их, как невозможно разъединить мысль. И мышление и материя — часть целостного потока, где ни часть, ни целое не могут быть представлены в чистом виде, ибо явлены в единстве системного целого. Мысль также не может быть ни частной, ни прерывистой. Нон-финито Микеланджело означает, что скульптор и художник воспринимал мир как целостность, а искусство как отрешённость, и сам мир представал в его сознании как единое отрешённое произведение искусства. Понятие «отрешённость», скорее всего, происходило из текстов Мейстера Экхарта (Abgeschiedenheit). По мнению И. Чечота, здесь можно отыскать параллели с Хайдеггером, чья речь об отрешённости была произнесена в 1955 году. В библиотеке Вячеслава Иванова было две книги Хайдеггера («Über den Humanismus», 1949, и «Was ist Metaphysik?», 1930). В трактовке теней как прорыва в бездну, акценты на отрешённости, одиночестве и трагедийности, даже языковые моменты (понятие «обстояния мира») «позволяют заподозрить если не влияние, то созвучие Хайдеггеру».
Ольга Шор категорически утверждала, что художественное сознание по своему существу всегда монологично, в чём оно противостоит профетическому диалогичному сознанию. И. Чечот замечал, что диалогичность во время жизни О. Шор было «паролем» бахтинской школы, раскрывающей социальную природу и суть искусства. Ольга Шор полностью усвоила в этом контексте взгляды Иванова, для которого искусство «не есть ни речь, ни разговор, ни призыв, ни проповедь, ни сообщение». По формуле самой О. Шор: «поэт откликается на всё…, но как-то бесстрастно», тогда как пророк откликается «всегда страстно», но «далеко не на всё». Наследие Микеланджело, таким образом, является ярчайшим выражением проблемы сочетания профетизма и художественности. В этом корни трагедии. Микеланджело в понимании и В. Иванова и О. Шор-Дешарт — это титан, соперник богов, напоминающий о Прометее. Однако в системе, выстроенной Ольгой Александровной, Микеланджело — это самоотрицающий титан, ибо его цель состояла в «изображении божественного творения с полубожественным совершенством». Отношение О. Шор-Дешарт к титанизму проявилось в комментарии к ивановской трагедии «Тантал» и в предисловии к собранию сочинений: для трагедии необходимы страсти и события, задаваемые женским началом. Мужское начало, возвышенное до героизма, ещё не даёт трагедии, не будучи оплодотворено «женским оргиазмом». Невозможно судить, насколько в судьбе Микеланджело присутствовало женское начало; впрочем, влюблённость его в тело (которая иногда истолковывается как гомоэротическая) может достигнуть и трагического самоотрицания. В трактовке О. Шор в фокусе творчества Микеланджело находится не «одинокая и властная фигура», не фаллическая форма, не «скульптура-столп» или «здание-кристалл», но всегда ансамбль, по крайней мере, двоящаяся группа, множество фигур. В Микеланджело отсутствовало дионисийское начало, он лишён любви и не является возбудителем оргиазма, взамен которого в его искусстве представлены «покой одиночества, культ отрешённости, египетские тени».

## Публикации
- Deschartes O. Venceslao Ivanov // Ivanov V., Gherscenzon M.O. Corrispondenza da un angolo all’altrо :  [итал.] / Traduzione dal russo di Olga Resnevic. — Lanciano : Casa Editrice Rocco Carabba, 1932. — P. 13—37. — 190 p.
- Deschartes O. Michele Gherscenzon // Ivanov V., Gherscenzon M.O. Corrispondenza da un angolo all’altrо :  [итал.] / Traduzione dal russo di Olga Resnevic. — Lanciano : Casa Editrice Rocco Carabba, 1932. — P. 39—63. — 190 p.
- Дешарт О. Введение // Иванов Вяч. Собрание сочинений / Под ред. Д. В. Иванова и О. Дешарт; с введ. и примеч. О. Дешарт. — Брюссель : Foyer Oriental Chrétien, 1971. — Т. 1. — С. 7—227. — 872 с.
- Переписка В. И. Иванова и О. А. Шор (Публ. А. Кондюриной, Л. Ивановой, Д. Рицци, А. Шишкина) // Archivio italo-russo III = Русско-итальянский архив III : Vjačeslav Ivanov — Testi inediti / a cura di Daniela Rizzi e Andrei Shishkin. — Salerno, 2001. — С. 151—454. — 574 с. — (Collana di Europa orientalis, ISSN 03924580).
- Письмо О. Шор к Ф. Степуну 1963 г. / публ. Н. Рудник и Д. Сегала // Зеркало (Иерусалим). — 2001. — № 17/18. — С. 141—170.
- Шор О. Микель-Анджело (Публикация Ольги Фетисенко) // Archivio italo-russo VIII = Русско-итальянский архив VIII / Сост. Д. Рицци, А. Шишкин. — Салерно, 2011. — С. 217—278.
- Тройная переписка: Вяч. Иванов и Ольга Шор в переписке с Ольгой Ресневич-Синьорелли (1925—1948) // Archivio italo-russo IX = Русско-итальянский архив IX / предисл. и подгот. текста К. Кумпан; коммент. А. д’Амелия, К. Кумпан, Д. Рицци. — Салерно : Europa Orientalis, 2012. — С. 251—425. — 516 с. — Dipartimento di Studi Umanistici – Università di Salerno.
- Фёдор Степун — Ольга Шор: из переписки 1920-х годов / подгот. текста, примеч. А. Волкова, предисл. А. Шишкина // Wiener Slawisches Jahrbuch. Neue Folge 1. — 2013. — Vol. 19/1. — S. 244—275.
- Шор О. Микель-Анджело (фрагменты) // Мир искусства: контрасты: Альманах. — СПб.: Благотворительный фонд «Музыка и современность», 2017. — С. 39—47.
- Шор О. Мнемология = Μνημολογία : Институт русской литературы (Пушкинский Дом) Российской академии наук, Centro studi e ricerca Viaʌčeslav Ivanov / Составитель, предисловие, подготовка текста и примечания О. Л. Фетисенко. — СПб. : Пушкинский дом, 2023. — 237 с. — 300 экз. — ISBN 978-5-91476-145-2.